# Slow Step
Slow Step (スローステップ, Surō Suteppu) est un manga de Mitsuru Adachi sorti entre 1986 et 1991 sur 7 volumes. il a été adapté en 5 OAV en 1991.